# Cassipourea delphinensis
Cassipourea delphinensis là một loài thực vật có hoa trong họ Rhizophoraceae. Loài này được Capuron mô tả khoa học đầu tiên năm 1961.